# Krakeling (vlinder)
De krakeling (Diloba caeruleocephala) is een nachtvlinder uit de familie van de uilen (Noctuidae). Midden op de voorvleugel heeft de vlinder een tekening in de vorm van een krakeling (koekje), waaraan het dier zijn Nederlandse naam dankt. De voorvleugellengte bedraagt tussen de 15 en 19 millimeter. De soort komt verspreid over Europa voor. Hij overwintert als ei.

## Waardplanten
De krakeling heeft als waardplanten allerlei loofbomen en struiken, met name lijsterbes, sleedoorn en meidoorn.

## Voorkomen in Nederland en België
De krakeling is in Nederland en België een niet zo algemene soort, die verspreid over het hele gebied kan worden gezien. De vlinder kent één generatie die vliegt van eind augustus tot halverwege november.